# Panjača
Panjača je niski uzgojni oblik šume. 
U panjačama većina stabala nastala je rastom iz posječenih panjeva. Najčešće su panjače: bagrema, hrasta lužnjaka, običnog i crnog graba, bukve, hrasta medunca, hrasta crnike, hrasta cera, crne johe i kestena. Radi se o vrstama, koje dobro tjeraju iz panja. 
U Hrvatskoj ima oko 500 000 ha panjača uglavnom u privatnim šumama. Panjače nastaju namjerno, zbog potrebe za ogrjevnim drvom ili zbog potreba lova (odgovaraju određenim vrstama divljači). Neke panjače nastale su zbog lošeg gospodarenja šumom, obično u privatnim šumama. Panjače imaju nižu kvalitetu prirasta drvne mase i slabije općekorisne funkcije šume u odnosu na šume visokog uzgojnog oblika. Stoga se nastoji panjače postupno pretvoriti u šume visokog uzgojnog oblika, kako bi bile kvalitetnije. Rade se uzgojni radovi, koji su obično zanemareni u panjačama. Ti radovi obuhvaćaju: uklanjanje bolesnih stabala, smanjivanje broja izbojaka iz panja, proredu, prirodno pomlađivenje i ili rekonstrukciju. Loše je posve posjeći panjaču i umjesto nje posaditi kulturu četinjača, jer se time narušava struktura tla i degradira stanište.  